# Jochen Hebestreit
Jochen Hebestreit (* 20. Dezember 1918 in Berlin; † 20. Juni 1999 in Mönchengladbach) war ein deutscher Architekt, der in Mönchengladbach als Vertreter der Nachkriegsmoderne tätig war und überregional bekannt wurde. Ein bedeutendes Bauwerk ist das so genannte Sonnenhaus in Mönchengladbach, in dem Hebestreit auch über mehrere Jahrzehnte sein Büro betrieb.

## Leben
Jochen Hebestreit wurde in 1918 Berlin geboren und besuchte dort das Gymnasium im Stadtteil Steglitz. Nach dem Reichsarbeitsdienst zum Kriegsdienst eingezogen, wurde er noch im Jahr 1939 nach schwerer Verwundung entlassen und begann ein Architekturstudium an der Technischen Hochschule Berlin, das er 1943 mit der Diplom-Hauptprüfung abschloss. In den Jahren 1943 und 1944 war Hebestreit als wissenschaftlicher Assistent an der Hochschule bei Hans Freese tätig, dann ab 1944 als Referendar beim Reichsbauamt Reichenberg. Von 1945 bis 1950 war er als Leiter des Bauamts in Lauf an der Pegnitz am dortigen Wiederaufbau beteiligt. Ab 1950 leitete Hebestreit die Nürnberger Zweigstelle des Essener Architekturbüros Kamper, ehe er sich 1953 in Mönchengladbach selbständig machte. Dort verstand er sich als Teil einer jüngeren Architektengeneration, die sich auf die Prinzipien der Moderne der 1920er Jahre berief.
Hebestreit führte vor allem in Mönchengladbach und Rheydt klug geplante und sorgfältig detaillierte Bauten aus, darunter etliche Wohnhäuser wie das eingangs erwähnte Sonnenhaus, ein stadträumlich prägnantes Etageneigentumswohnhaus in der Mönchengladbacher Innenstadt, Schulbauten wie die Grundschule Mönchengladbach-Dahl und Verwaltungsgebäude wie für die Sparkasse am Alten Markt in Mönchengladbach, das Verwaltungsgebäude des Niersverbands in Viersen und die (heute stark veränderte) Gebäude der Polizeidirektion am Ostwall in Krefeld. Das Büro Hebestreit bestand bis 1990.
Der Nachlass von Jochen Hebestreit wird im Baukunstarchiv NRW verwahrt und umfasst im Wesentlichen die Werkteile ab Mitte der 1960er Jahre bis zum Ende der 1980er Jahre mit knapp 1300 verzeichneten Plänen.